# Tetrabromometano
Tetrabromometano é o composto de fórmula química CBr4.